# Мосіни (Польща)
Мосіни (пол. Mosiny) — село в Польщі, у гміні Члухув Члуховського повіту Поморського воєводства.
Населення — 413 осіб (2011).
У 1975-1998 роках село належало до Слупського воєводства.

## Демографія
Демографічна структура станом на 31 березня 2011 року:
|          | Загалом | Допрацездатний вік | Працездатний вік | Постпрацездатний вік |
| -------- | ------- | ------------------ | ---------------- | -------------------- |
| Чоловіки | 194     | 35                 | 143              | 16                   |
| Жінки    | 219     | 56                 | 122              | 41                   |
| Разом    | 413     | 91                 | 265              | 57                   |